# 博多包丁
博多包丁（はかたぼうちょう）は包丁の一つ。「博多庖丁」「筑前包丁」とも称される。
博多（福岡県）に古くから伝わる万能包丁(三徳包丁）で、一本で野菜、魚、肉までさばくことができる。博多を代表する伝統工芸品で、博多鋏と並び博多の人々に親しまれてきた。反り返った峰と鋭く尖った刃先が日本刀を思わせる。特徴的な独特の形状で博多の一本包丁とも呼ばれ、昔は博多の「ごりょんさん」（商家を切り盛りする女性）の嫁入り道具だった。歴史は定かでないが江戸時代には博多の台所で使われていた。

## 歴史
筑前国は大宰府に鎮西府が置かれ、左文字一派などの卓越した技巧を持つ刀工を輩出した。古来、博多は仏の教えと共に多くの大陸文化の伝来の地といわれ、様々な工芸品が発展してきた。（博多織、博多人形、博多曲物、博多張子、博多独楽、博多鋏、博多包丁、博多ちゃんぽん等）玄界灘の海の幸などの食材に恵まれた独自の食文化に、大陸文化と刀鍛冶職人の伝統の技と知恵が集まって江戸時代の中期から後期にかけて完成された形といわれている。明治時代には博多の鍛冶屋の定番商品として製作されていた。明治10年に開催された第一回博覧会に出品され、博多織や博多絞と共に受賞した。
博多包丁は、文化包丁(剣型包丁)や万能包丁(三徳包丁)の起源という説もある。類似品も多く博多包丁、博多型、Hakata Knife として国内外で販売されている。現在では作り手がただ二軒となっており、入手が困難になっている。